# Honkytonk (Bar)

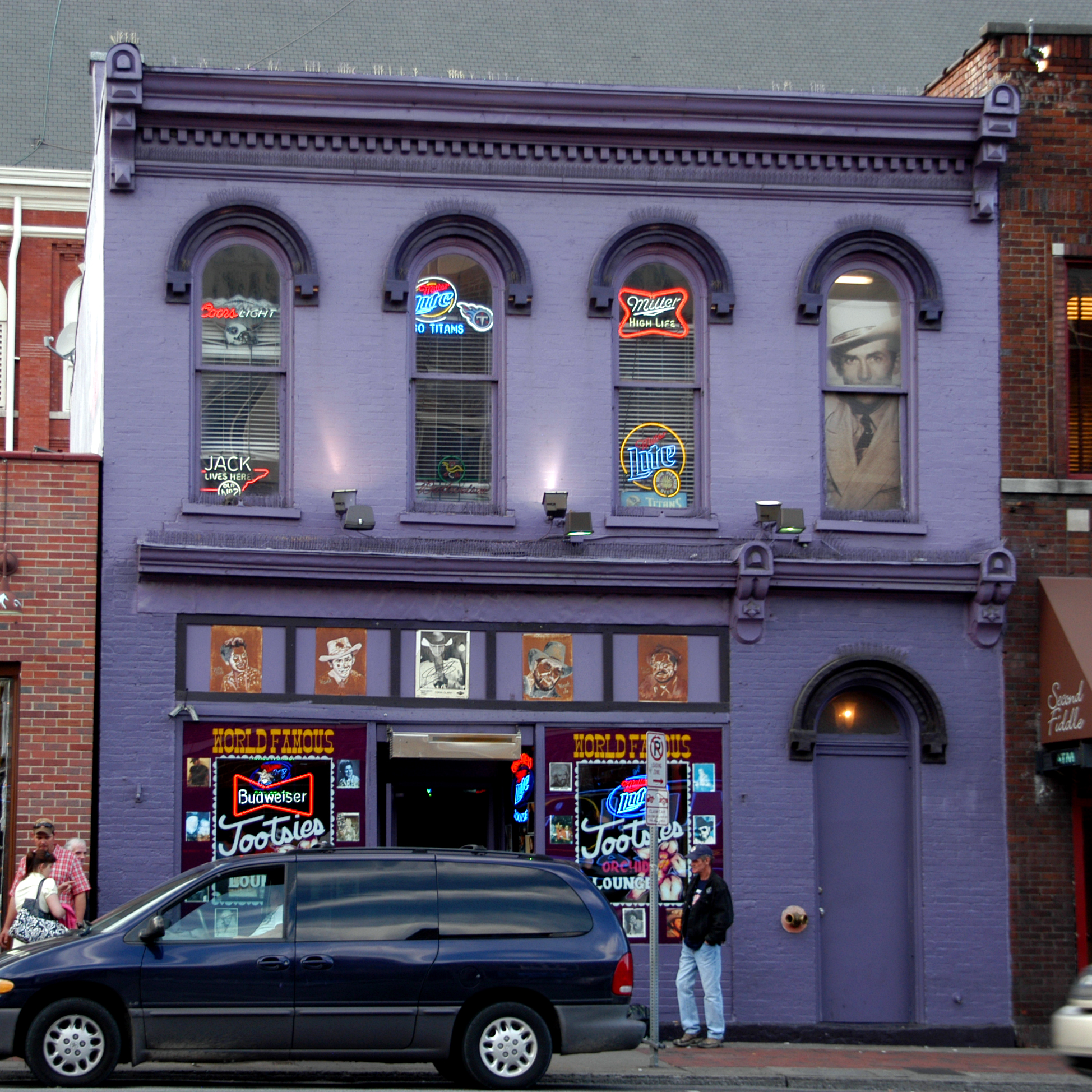
Tootsie’s, ein Honkytonk in Nashville

Ein Honkytonk ist eine Art von Kneipe, die vor allem in den Südstaaten und Südwesten der Vereinigten Staaten weit verbreitet ist. Der Begriff geht auf das späte 19. Jahrhundert zurück. Seine genauere Entstehung ist unbekannt.
Unter der Bezeichnung verstand man früher ein derbes und lautes Lokal (Spelunke) mit Alkoholausschank und Live-Musik. Nach dem Ende der Prohibition 1933 entstanden solche Kneipen in den USA in großer Zahl. Sie wurden zu sozialen Treffpunkten, vor allem für die unteren Schichten. Das Billy Bob’s Texas in Fort Worth bezeichnet sich selbst als das größte Honkytonk der Welt.
Von Country-Musikern wie Bob Wills, Ray Price oder Hank Williams wurde die Honky-Tonk-Musik als eigenes Genre etabliert. Die Rockband The Rolling Stones hatte 1969 mit dem Song Honky Tonk Women einen Nummer-eins-Hit in den USA, Großbritannien und der Schweiz. In Deutschland nahmen Udo Lindenberg & das Panik-Orchester mit dem Song Honky Tonky Show (1974) auf diese Musik- und Kneipenszene Bezug.